# Nicella americana
Nicella americana is een zachte koraalsoort uit de familie Ellisellidae. De koraalsoort komt uit het geslacht Nicella. Nicella americana werd in 1919 voor het eerst wetenschappelijk beschreven door Toeplitz. 